# Moneda de seis peniques de Irlanda
La moneda de seis peniques (6d; en irlandés: réal o reul [ɾˠeːlˠ]) era una subdivisión de la libra irlandesa predecimal, con un valor de 1⁄40 de libra o 1⁄2 chelín. El nombre irlandés réal se deriva del real español; Durante la mayor parte del siglo XIX, una libra esterlina equivalía a cinco dólares estadounidenses y un dólar equivalía a ocho reales, para que un real fuera igual a 1⁄40 de libra. La variante ortográfica reul se utilizó en la Ley de acuñación de monedas de 1926, y apareció en las propias monedas incluso después de que una reforma ortográfica de 1947 estableciera réal como el estándar .
La moneda se acuñó originalmente en níquel, como la moneda de tres peniques, y se usaba muy bien. El metal se cambió a cuproníquel en 1942, cuando el níquel aumentó de valor; esta moneda, que constaba de un 75% de cobre y un 25% de níquel, no se desgastaba tanto. La moneda medía 0,825 pulgadas (21,0 mm) de diámetro y un peso de 4,53593 gramos.
Se acuñaron cinco monedas tempranas con un diseño de Publio Morbiducci, que representan la cabeza del lobero irlandpes mirando hacia atrás; estas monedas son bastante valiosas, estimadas en varios miles de euros⁣; permanecen en manos de los coleccionistas y nunca se pusieron en circulación.
El diseño general de la moneda fue del artista inglés Percy Metcalfe. Sus diseños habían sido seleccionados por un panel de los presentados por varios escultores que habían sido invitados a crear diseños para la acuñación del nuevo Estado Libre de Irlanda. El resumen para el diseño de los seis peniques fue que presentara un perro lobo irlandés. El anverso presentaba el arpa irlandesa. De 1928 a 1937, la fecha se dividió a ambos lados del arpa con el nombre Saorstát Éireann dando vueltas. De 1938 a 1969 la inscripción cambió a Éire a la izquierda del arpa y la fecha a la derecha. Algunos han sugerido que el perro representado es Master McGrath, un famoso galgo criado en el condado de Waterford. Aunque el friso de Master McGrath en el monumento de Master McGrath en Waterford, el único monumento público en Irlanda a un galgo, tiene cierta similitud con el diseño de Metcalfe, no hay evidencia que sugiera que el animal en la moneda es algo diferente que un perro lobo, ya que los galgos no son nativos de Irlanda.
Se esperaba que esta moneda circulara junto con las nuevas monedas decimales, con un valor de 2 1⁄2 nuevos peniques como en el Reino Unido. Con esto en mente, el Banco Central de Irlanda continuó acuñando la moneda, la última vez en 1969, mientras acuñaba monedas decimales. Sin embargo, la moneda terminó siendo retirada, y nunca se convirtió en una moneda basada en decimales; sigue siendo la última moneda predecimal que sale de la producción. En 1990 se anunció que el centavo decimal sería rediseñado para incorporar el diseño del perro lobo, pero este plan fue abandonado ante la inminente adopción del euro.